# Pernštejnské Jestřabí
Pernštejnské Jestřabí település Csehországban, a Brno-vidéki járásban. Pernštejnské Jestřabí Olší, Skryje, Borač, Horní Loučky, Kaly és Doubravník településekkel határos. Lakosainak száma 209 fő (2024. január 1.).

## Népesség
A település lakosságának változását az alábbi diagram mutatja:
| Lakosok száma | 366  | 388  | 371  | 315  | 249  | 178  | 174  | 188  | 202  | 209  |
|               | 1869 | 1890 | 1921 | 1950 | 1980 | 2001 | 2017 | 2019 | 2022 | 2024 |